# Geoffrey Hinton
Geoffrey Everest Hinton OC, FRS, FRSC (6 de desembre de 1947) és un psicòleg cognitiu i informàtic anglo-canadenc, conegut principalment per la seva feina en xarxes neuronals artificials. Des de 2013 treballa entre Google (Google Brain) i la Universitat de Toronto. El 2024 li va ser concedit el Premi Nobel de Física, compartit amb John Hopfield, per la seva contribució al desenvolupament de la intel·ligència artificial.
Fou coautor, juntament amb David E. Rumelhart i Ronald J. Williams, d'un article molt conegut que es va publicar el 1986 i va popularitzar l'algorisme de retropropagació per entrenar xarxes neuronals multi-capa. Se'l considera una figura capdavantera en la comunitat de l'aprenentatge profund i alguns l'anomenen el "Padrí de l'Aprenentatge Profund". L'èxit espectacular d'AlexNet, dissenyat pel seu estudiant Alex Krizhevsky en reconeixement d'imatges durant el repte Imagenet de 2012 va ajudar a provocar una revolució en el camp de la visió artificial. El 2018 va rebre el Premi Turing, juntament amb Yoshua Bengio i Yann LeCun pels seus treballs en aprenentatge profund.

## Educació
Hinton va estudiar al King's College de Cambridge, llicenciant-se el 1970 en psicologia experimental. Va continuar estudiant a la Universitat d'Edimburg on va rebre un doctorat en intel·ligència artificial el 1978, tenint com a director de recerca Christopher Longuet-Higgins.

## Carrera i recerca
Després de doctorar-se, va treballar a la Universitat de Sussex, i (després de tenir dificultats per trobar finançament a Gran Bretanya) la Universitat de Califòrnia a San Diego, i la Universitat Carnegie Mellon. Fou el director fundador de la unitat de neurociència computacional al University College de Londres, i és actualment professor del departament d'informàtica de la Universitat de Toronto. Hinton va fer un curs online gratuït sobre xarxes neuronals a la plataforma educativa Coursera el 2012. Hinton va passar a ser empleat de Google el març de 2013 quan la seva empresa, DNNresearch Inc., fou adquirida. Va declarar que volia "dividir el seu temps entre la seva recerca universitària i la seva feina a Google".
La recerca de Hinton investiga maneres d'utilitzar les xarxes neuronals en aprenentatge automàtic, memòria, percepció i processament de símbols. És autor o coautor de més de 200 publicacions avaluades per experts.
Mentre Hinton era professor a la Universitat Carnegie Mellon (1982–1987), David E. Rumelhart i Hinton i Ronald J. Williams van aplicar l'algorisme de retropropagació a xarxes neuronals multi-capa. Els seus experiments van demostrar que aquestes xarxes poden aprendre representacions internes útils de dades. Encara que aquests treballs van ser importants en la popularització de la retropropagació, no van ser els primers a suggerir-ne aquesta utilitat. La derivació automàtica en mode invers, de la qual la retropropagació n'és un cas especial, es va proposar per Seppo Linnainmaa el 1970, i Paul Werbos va proposar d'utilitzar-la per entrenar xarxes neuronals el 1974.
Durant el mateix període Hinton va inventar les màquines de Boltzmann en col·laboració amb David Ackley i Terry Sejnowski. Altres contribucions a la recerca en xarxes neuronals inclouen les representacions distribuïdes, les xarxes neuronals amb retard en el temps, barreges d'experts, màquines de Helmholtz i Producte d'Experts. El 2007 Hinton va ser coautor d'un article sobre aprenentatge no supervisat amb el títol de Unsupervised learning of image transformations. Els seus articles a Scientific American de setembre de 1992 i octubre de 1993 donen una introducció accessible a la seva recerca.
L'octubre i novembre de 2017, respectivament, Hinton va publicar dos articles en accés obert sobre el tema de les xarxes neuronals en càpsules, que segons Hinton són "finalment una cosa que funciona bé".
En el seu grup s'han format com a estudiants de doctorat o investigadors postdoctorat científics de renom com Richard Zemel, Brendan Frey, Radford M. Neal, Ruslan Salakhutdinov, Ilya Sutskever, Yann LeCun i Zoubin Ghahramani.

### Honors i distincions

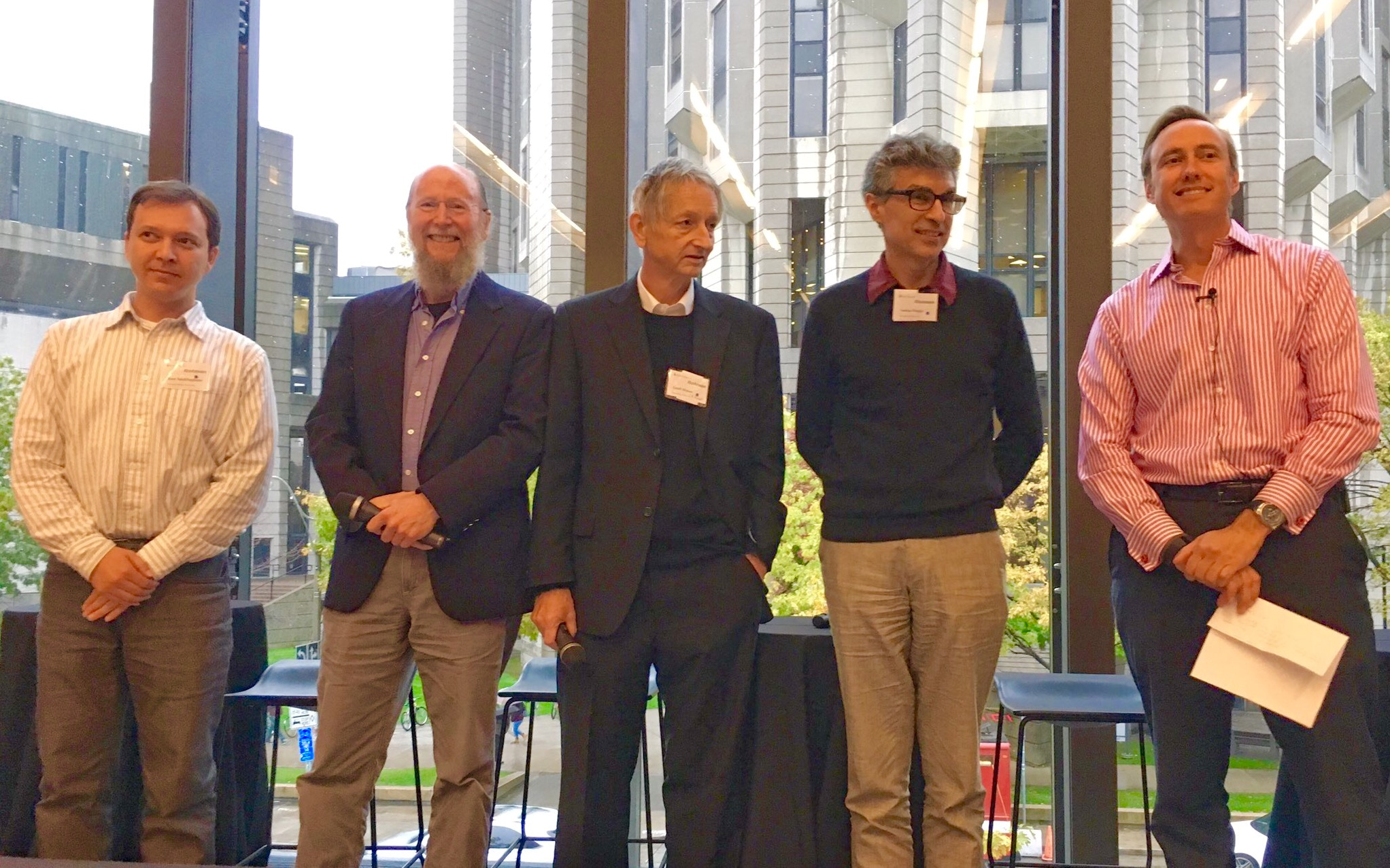
D'esquerra a dreta: Russ Salakhutdinov, Richard S. Sutton, Geoffrey Hinton, Yoshua Bengio i Steve Jurvetson el 2016

Hinton fou triat com a membre de la Royal Society el 1998. Fou el primer guanyador del Premi Rumelhart el 2001. En el certificat d'elecció a la Royal Society hi diu: 
| « | Geoffrey E. Hinton és distingit internacionalment per la seva tasca en xarxes neuronals artificials, especialment com es poden dissenyar perquè aprenguin sense necessitat de professor humà. Això pot ser l'inici de màquines intel·ligents i autònomes similars al cervell. Ha comparat els efectes dels danys cerebrals amb els efectes de pèrdues en aquest tipus de xarxa, i hi ha trobat semblances inesperades amb la disminució humana, com en el reconeixement de noms i les pèrdues de categorització. La seva obra comprèn estudis d'imatgeria mental, i la invenció de trencaclosques per provar la originalitat i la intel·ligència creativa. És conceptual, sofisticada a nivell matemàtic i experimental. Ajunta aquestes habilitats amb efectes aclaparadors per produir una obra important de gran interès. | » |

El 2001 Hinton va rebre un doctorat honoris causa de la Universitat d'Edimburg. El 2005 va rebre el Premi IJCAI per l'Excel·lència en Recerca per la seva carrera. També va rebre la Medalla d'Or Herzberg del Canadà per la Ciència i l'Enginyeria el 2011. El 2013, Hinton va rebre un doctorat honoris causa de la Université de Sherbrooke.
El 2016 fou elegit membre estranger de l'Acadèmia Nacional d'Enginyeria dels Estats Units "per contribucions a la teoria i pràctica de les xarxes neuronals artificials i la seva aplicació al reconeixement de veu i la visió artificial". També va rebre el Premi IEEE/RSE Wolfson James Clerk Maxwell de 2016.
Va guanyar el premi "Fronteres del Coneixement" de la Fundació BBVA (2016) en la categoria de Tecnologies de la Informació i Comunicació "per la seva tasca pionera i influent" per dotar a les màquines de la capacitat d'aprendre.
Juntament amb Yann LeCun, i Yoshua Bengio, Hinton va guanyar el Premi Turing de 2018 pels descobriments conceptuals i d'enginyeria que han fet de les xarxes neuronals profundes un component crític de la informàtica.
El 2024 li atorgaren el Premi Nobel de Física, compartit amb John Hopfield, per les seves contribucions al desenvolupament de la intel·ligència artificial. Al no ser físic, aquest fet ha estat criticat per alguns membres de la comunitat científica, tot i que defensat per altres.

## Vida privada
Hinton és rebesnét del lògic George Boole, la feina del qual va acabar sent un dels fonaments de la informàtica moderna, i també del cirurgià i escriptor James Hinton. El seu pare fou l'entomòleg Howard Hinton. L'Everest del seu nom ve d'un altre parent, George Everest. És nebot de l'economista Colin Clark. La seva primera dona va morir de càncer ovàric el 1994.

### Opinions
Hinton va traslladar-se dels Estats Units al Canadà en part per desil·lusió amb la política de l'era Reagan i la seva disconformitat amb el finançament militar de la intel·ligència artificial.
Hinton s'ha manifestat en contra de les armes autònomes letals. Sobre el risc existencial per la intel·ligència artificial, Hinton típicament refusa de fer prediccions a més de cinc anys vista, perquè el ritme exponencial del progrés fa que la incertesa sigui massa gran. No obstant, en una conversa informal amb el famós alarmista del risc de la IA Nick Bostrom, el novembre de 2015, que va sentir el periodista Raffi Khatchadourian, es diu que va afirmar que no esperava que la intel·ligència artificial general s'aconseguís en les properes dècades ("no pas abans de 2070"), i que, en el context d'una dicotomia que havia introduït prèviament Bostrom entre la gent que creu que gestionar el risc existencial de la intel·ligència artificial és probablement impossible, i la gent que creu que serà tan fàcil que es farà automàticament, Hinton "és dels que creu que és impossible". Ha afirmat, “Crec que els sistemes polítics la utilitzaran per terroritzar la gent” i ha expressat la seva creença que agències com la NSA ja estan intentant d'abusar de tecnologies semblants.
Quan Nick Bostrom li va preguntar perquè continuava fent recerca malgrat les seves greus preocupacions, Hinton va afirmar, "Et podria donar els arguments habituals. Però la veritat és que la perspectiva del descobriment és massa dolça". – una referència a una observació de J. Robert Oppenheimer quan li van preguntar perquè havia continuat amb la seva recerca en el Projecte Manhattan.
Segons la mateixa informació, Hinton no descarta categòricament que els éssers humans controlin una superintel·ligència artificial, però avisa que "no hi ha gaire bon historial de coses menys intel·ligents que controlin coses amb més intel·ligència".